# Zamachy na budynki mieszkalne w Rosji (1999)

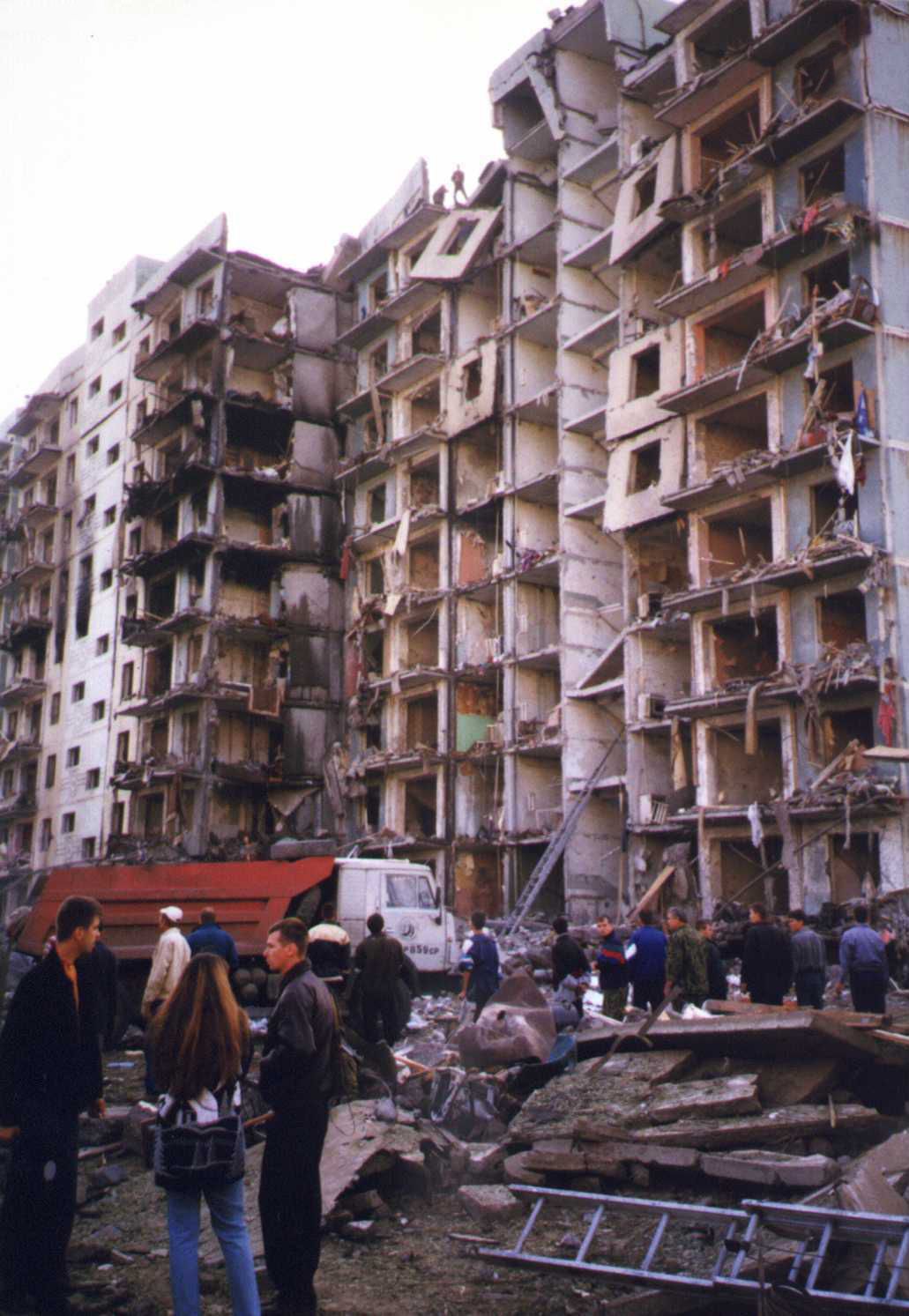
Zniszczony blok mieszkalny w Wołgodońsku

Zamachy bombowe na budynki mieszkalne w Bujnaksku, Moskwie i Wołgodońsku – seria zamachów bombowych, które miały miejsce w okresie 2 tygodni we wrześniu 1999 roku, w trzech miastach na terenie Rosji.
Zamachy, w których zginęło w sumie blisko 300 osób, stały się bezpośrednim pretekstem rozpoczęcia drugiej wojny czeczeńskiej.
Władze Rosji – z Władimirem Putinem na czele – oskarżyły separatystów czeczeńskich, w tym Aczemeza Goczijajewa, o dokonanie tych aktów terroryzmu i kilka dni później wydały rozkaz wejścia wojsk do Dagestanu. Z perspektywy czasu ocenia się, że zamachy i ich następstwa przyczyniły się do wzmocnienia poparcia społecznego dla Władimira Putina.

## Chronologia wydarzeń

### Zamach w Bujnaksku
Dnia 4 września 1999 roku w miejscowości Bujnaksk w Dagestanie doszło do eksplozji materiałów wybuchowych załadowanych na ciężarówkę zaparkowaną przed budynkiem mieszkalnym, w którym byli zakwaterowani rosyjscy żołnierze. Zginęły 64 osoby, a kilkadziesiąt innych zostało rannych. Władze rosyjskie odpowiedzialnością za zamach obarczyły separatystów czeczeńskich.

### Zamach w Moskwie Pieczatnikach
Dnia 8 września 1999 roku w południowo-wschodniej dzielnicy Moskwy doszło do eksplozji ładunku ok. 400 kg materiałów wybuchowych umieszczonego na parterze 9-piętrowego bloku mieszkalnego. W wyniku wybuchu zginęło 106 osób, a 690 zostało rannych. Zniszczeniu uległo 108 mieszkań. Anonimowy informator, który zadzwonił do rosyjskiej agencji informacyjnej poinformował, że jest to odwet za zbombardowanie przez Rosjan czeczeńskich i dagestańskich wiosek.

### Zamach w Moskwie przy ulicy Kaszyrskoje Szosse
Dzień 13 września 1999 roku miał być dniem żałoby narodowej dla uczczenia ofiar wybuchu poprzedniego zamachu. Ale tego dnia o 5:00 rano doszło do eksplozji dużego ładunku wybuchowego w 8-piętrowym budynku mieszkalnym przy ulicy Kaszyrskoje Szosse w południowej części Moskwy. Doszło do zniszczenia budynku, zginęły w sumie 124 osoby, a 7 zostało rannych.

### Zamach w Wołgodońsku
16 września 1999 doszło do wybuchu przed 9-piętrowym blokiem mieszkalnym w Wołgodońsku w południowej Rosji. Zginęło 17 ludzi.
Uwagę opinii publicznej zwrócił fakt, że o zamachu w Wołgodońsku przewodniczący Dumy poinformował deputowanych trzy dni przed wydarzeniem.

### Nieudany zamach w Riazaniu
Wieczorem 22 września 1999 czujny mieszkaniec bloku mieszkalnego w Riazaniu zauważył jakichś nieznanych ludzi, którzy wnosili z samochodu do piwnicy ciężkie worki cukru. Wezwana na miejsce milicja dokonała ewakuacji mieszkańców. Ewakuowani mieszkańcy opuszczali blok bez możliwości zabrania czegokolwiek. Przeprowadzono badanie substancji, która znajdowała się w workach. Stwierdzono obecność materiału wybuchowego. Jednak próbne wysadzanie w powietrze trzech kilogramów substancji wziętej z worków, okazało się nieudane – nie doszło do eksplozji. Wprowadzono blokady na drogach, ale nikogo nie zatrzymano. W podsłuchanej przez pracownika telekomunikacji rozmowie międzymiastowej ktoś ostrzegał swoich rozmówców i kazał uważać na milicyjne patrole. Okazało się, że numer telefonu, z którego dzwoniono, należy do FSB w Moskwie.
W tym czasie władze nie informowały, że są to ćwiczenia, przeciwnie: wszyscy chwalili czujność mieszkańców. Wszystko zmieniło się, gdy lokalna milicja ustaliła miejsce pobytu zamachowców i była gotowa do zatrzymania ich.
W tym momencie w telewizji wystąpił naczelnik FSB Nikołaj Patruszew i zmieszany stwierdził, że były to ćwiczenia prowadzone przez moskiewskie FSB (później FSB wyjaśniła, że było to zrobione celem wyjaśnienia stopnia gotowości riazańskiego oddziału FSB). FSB ogłosiła, że pierwsze badanie substancji wybuchowej wykazało wynik fałszywie dodatni ze względu na „zanieczyszczenie z poprzedniego badania”; w odpowiedzi na to naczelnik służby badawczej Riazańskiego oddziału FSB Tkaczenko oświadczył, że poprzednio u nich heksogenu nie badano i nie mogło być żadnych zanieczyszczeń. Oficjalne dochodzenie prowadzone przez Prokuratora Generalnego nie przyniosło żadnych konkretnych wyników ze względu na brak dostatecznych informacji z FSB i śledztwo w tej sprawie zostało zamknięte w kwietniu 2000 r.
Nie wyjaśniano dlaczego moskiewskie FSB badało substancję i nawet powtórnie próbowało wysadzić ją w powietrze skoro wiedziało, że był to zwykły cukier, i że były to ćwiczenia prowadzone przez moskiewskie FSB. Sprawa dotycząca zatrzymanych „zamachowców” natychmiast została utajniona. Nigdy nie przedstawiono dokumentów związanych z rzekomymi ćwiczeniami, a przeprowadzenie ich było sprzeczne z obowiązującymi procedurami i prawem. Nie wyjaśniono dlaczego przy workach znajdowały się prawdziwe detonatory, a nie atrapy. Skutkiem „ćwiczeń” było m.in. kilka zawałów serca mieszkańców bloku.

## Oskarżenia FSB o inspirację lub przeprowadzenie zamachów
Niektórzy wysuwają oskarżenia, że zamachy były inspirowane lub przeprowadzone przez Federalną Służbę Bezpieczeństwa w celu usprawiedliwienia zbrojnej pacyfikacji Czeczenii.
W opublikowanych w książce „Wysadzić Rosję” autorstwa byłego agenta FSB Aleksandra Litwinienki i Jurija Fielsztinskiego autorzy dowodzą, że zamachy były przeprowadzone przez funkcjonariuszy FSB i stanowiły casus belli, który miał usprawiedliwić zbrojną pacyfikację Czeczenii. To właśnie agenci FSB mieli podkładać bomby pod bloki mieszkalne, aby sprowokować II wojnę czeczeńską, gdyż Rosjanie I wojnę czeczeńską przegrali.
W publikacji Jurija Felsztinskiego i Władimira Pribyłowskiego „Korporacja Zabójców” przytoczono jako dowód na udział FSB w zamachach m.in. zeznania starszego porucznika Aleksieja Wiktorowicza Gałkina oraz opisano zatrzymanie dwóch agentów FSB przy próbie wysadzenia w powietrze bloku w Riazaniu, a także zatrzymanie wieczorem 16 maja 2002 roku trzech terrorystów w Kaspijsku podczas próby podłożenia miny lądowej typu MON-100, podobnej do zdetonowanej 9 maja w trakcie parady w Kaspijsku (zginęło wtedy 33 osoby; w tym 12 dzieci). Zatrzymani nie stawiali oporu. Następnie dyrektor FSB Patruszew wystąpił na antenie telewizji ORT i stwierdził, że żadnego zamachu nie szykowano (nie użył tym razem słowa ćwiczenia, jak przy poprzednim aresztowaniu funkcjonariuszy FSB). Deklaracja ta, podobnie jak wypuszczenie zatrzymanych, wywołały sprzeciw władz Dagestanu, które były przekonane, że ujęci są zamachowcami. Zdarzenia te były opisywane m.in. w rosyjskich gazetach, do których odwołuje się książka.
Zachowały się także materiały archiwalne telewizji rosyjskiej wyemitowane na ogólnokrajowej antenie zaraz po zatrzymaniu agentów FSB w Riazaniu, w których bezpośredni świadkowie potwierdzają fakty zatrzymania agentów FSB i podłożenia przez nich materiałów wybuchowych.
Jednak wielu ekspertów odnosi się krytycznie wobec powyższych teorii. Rosyjscy dziennikarze Andriej Sołdanow i Irina Borogan uważają, że incydent w Riazaniu był w rzeczywistości jedynie ćwiczeniem szkoleniowym FSB. Strobe Talbott, były zastępca amerykańskiego sekretarza stanu, zwrócił uwagę na brak przekonujących i jednoznacznych dowodów na udział rosyjskich służb specjalnych w zamachach. Z kolei prof. Robert Bruce Ware z Southern Illinois University Edwardsville argumentował, że najprostszym wytłumaczeniem wybuchów w blokach mieszkalnych jest to, że rzeczywiście dokonali ich islamscy ekstremiści.